# فولي (باكينجهامشير)
فولي (بالإنجليزية: Fawley, Buckinghamshire)‏ هي قرية وأبرشية مدنية تقع في المملكة المتحدة في إنجلترا. يقدر عدد سكانها بـ 255 نسمة .